# جيفرسون لوكاس آزيفيدو دوس سانتوس
جيفرسون لوكاس آزيفيدو دوس سانتوس هو لاعب كرة قدم برازيلي في مركز الوسط، ولد في 25 أكتوبر 1984 في لوندرينا في البرازيل. لعب مع نادي دومجاله ويونيفرسيتاتيا كرايوفا.